# Zephyranthes chlorosolen
Zephyranthes chlorosolen är en amaryllisväxtart som först beskrevs av Herb., och fick sitt nu gällande namn av David Nathaniel Friedrich Dietrich. Zephyranthes chlorosolen ingår i släktet Zephyranthes och familjen amaryllisväxter. Inga underarter finns listade i Catalogue of Life.

## Bildgalleri

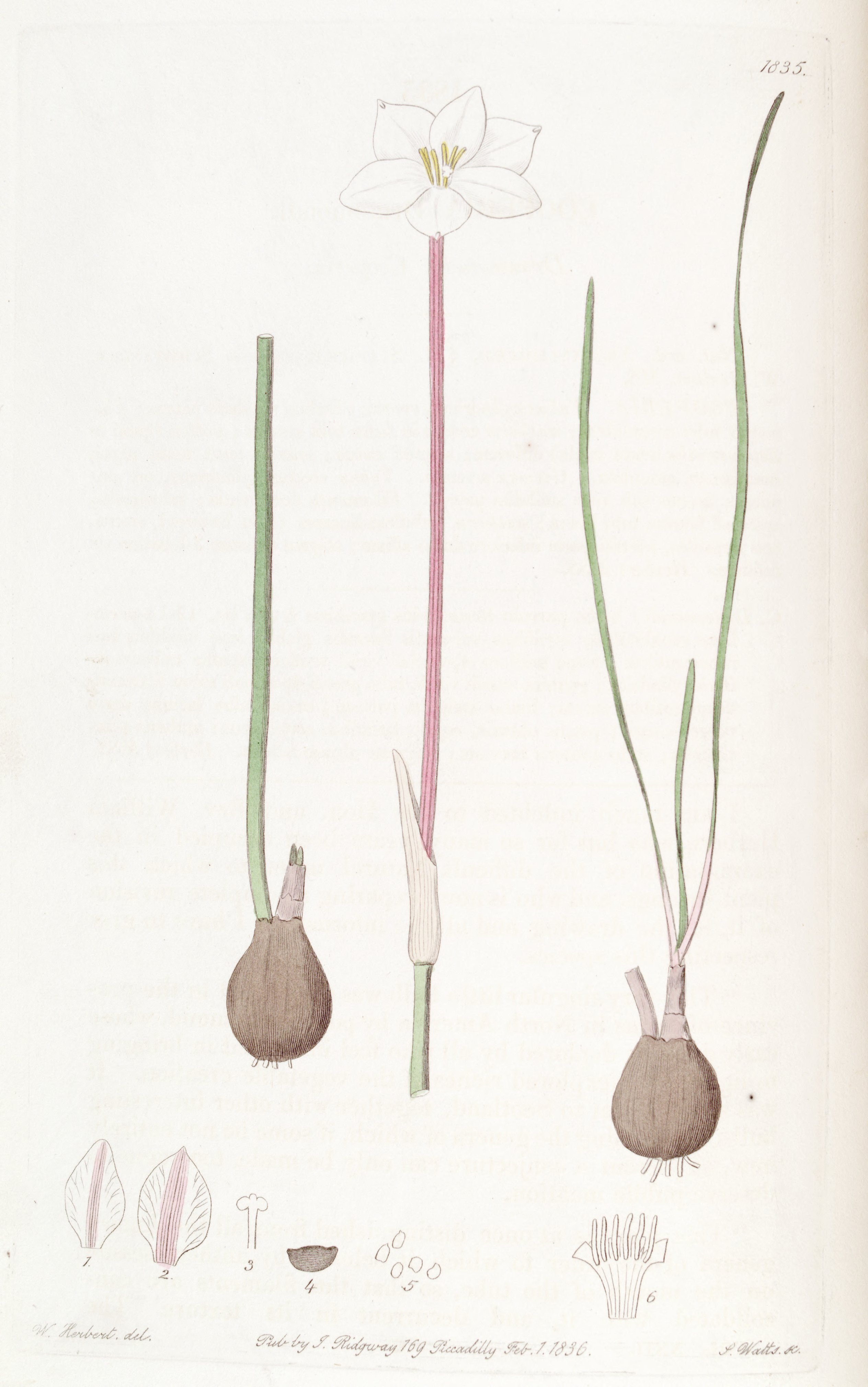